# المنهج الإثني

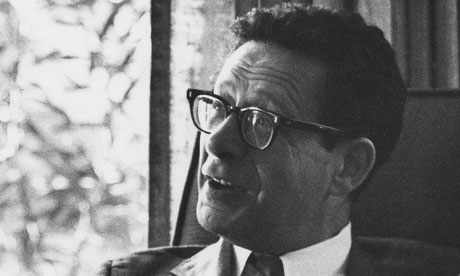
مطور منهج(الأصل والنطاق)هارولد جارغارفينكل

المنهج الإثني هو دراسة الأساليب التي يستخدمها الناس لفهم وإنتاج النظام الاجتماعي الذي يعيشون فيه. ويسعى عمومًا إلى توفير بديل للمناهج السوسيولوجية السائدة. ويشكّل تحديًّا للعلوم الاجتماعية ككل في أكثر أشكاله تطرّفًا. أدّت دراساته الأولية إلى تأسيس تحليل المحادثة، والذي وجد مكانه الخاص كمجالٍ مقبول داخل المنهج الأكاديمي. وفقا لساثاس، فمن الممكن التمييز بين خمسة مناهج رئيسية داخل عائلة مجالات المنهج الإثني.
يوفّر المنهج الإثني الأساليب التي تُستخدم في الدراسات الإثنوغرافية لإنتاج أساليب الناس للتفاوض في المواقف اليومية. فهو مجال وصفي في جوهره، ولا ينخرط في شرح أو تقييم النظام الاجتماعي المحدّد الذي اضطُلِع به كموضوعٍ للدراسة. ومع ذلك، أُوجِدت التطبيقات في العديد من المجالات التطبيقية، مثل تصميم البرمجيات والدراسات الإدارية.

## التعريف
يمكن تقسيم معنى المصطلح إلى أجزائه الثلاثة المكوّنة من: الإثنية - المنهج - الدراسة، بهدف شرحه. باستخدام مثال مناسب في جنوب كاليفورنيا: يشير مصطلح ‹‹الإثنية›› إلى مجموعة اجتماعية ثقافية معينة. يشير المنهج إلى الطرق والممارسات التي تستخدمها هذه المجموعة بالذات في أنشطتها اليومية (على سبيل المثال، المتعلقة بالتصفح)، ويشير مجال الدراسة إلى الوصف المنهجي لهذه الأساليب والممارسات. ينصب التركيز في الدراسة المستخدمة في مثالنا على النظام الاجتماعي للتصفّح، وتكمن الفائدة الإثنوميثودولوجية في ‹‹كيفية›› (طرق وممارسات) إنتاج وصيانة هذا النظام الاجتماعي. يحاول المنهج الإثني إنشاء تصنيف لتصرفات الأفراد الاجتماعية داخل المجموعات بالاستناد على تجربة المجموعات استنادًا مباشرًا، دون فرض حدود على آراء الباحث فيما يتعلق بالنظام الاجتماعي، كما هو الحال فيما يتعلق بالدراسات السوسيولوجية.

## الأصل والنطاق
طوّر هذا النهج في الأصل هارولد جارغارفينكل، الذي نسب أصل هذا النهج إلى عمله الذي درس سلوك أعضاء هيئة المحلفين في عام 1954. كان اهتمامه في وصف الأساليب المنطقية التي من خلالها يعبّر أعضاء هيئة المحلفين عن أنفسهم في غرفة هيئة المحلفين بصفتهم هيئة محلفين. وبالتالي، الأساليب التي تهدف إلى: إثبات الحقائق؛ تطوير سلاسل الأدلة؛ تقرير موثوقية شهادة الشاهد؛ إنشاء منظمة المتحدثين في غرفة المحلفين نفسها؛ وتحديد جرم المتهمين أو براءتهم، وإلخ من المواضيع ذات الأهمية. تعمل هذه الطرق على تشكيل نظام الاجتماعي المٌحلّف لأعضاء هيئة المحلفين، وكذلك للباحثين والأطراف المعنية الأخرى، في هذا الإطار الاجتماعي المحدد.
نشأ هذا الاهتمام من نقد غارغارفينكل لمحاولة تالكوت بارسون استخلاص نظرية عامة للمجتمع. نشأ هذا النقد من قراءته لألفريد شوتز، على الرغم من أن غارفينكل عدّل في النهاية العديد من أفكار شوتز. واعتمد غارفينكل أيضًا على دراسته لمبادئ وممارسات المحاسبة المالية، والنظرية الاجتماعية الكلاسيكية وأساليب دوركهايم وويبر، والقلق الاجتماعي التقليدي مع ‹‹مشكلة النظام›› الهوبيزية.
بالنسبة لعالم المنهج الإثني، ينتج المشاركون نظام الأوساط الاجتماعية من خلال إحساسهم المُشترك في صنع الممارسات. وبالتالي، هناك انعكاس طبيعي أساسي بين نشاط فهم المحيط الاجتماعي والإنتاج المستمر لذلك المحيط؛ ومن الناحية العملية كلاهما متطابقان. علاوة على ذلك، تُسن هذه الممارسات (أو الأساليب) على نحوٍ ملحوظ، مما يجعلها متاحة للدراسة. هذا يفتح مجالًا واسعًا ومتعدّد الجوانب من التساؤل. يكتب جون هيريتيج: ‹‹في إشارة مفتوحة إلى [دراسة] تُجرى لأي نوع من العمليات المنطقية، فإن المصطلح يمثّل علامة بارزة إلى نطاق ذو أبعادٍ غير محدّدة، بدلًا من مراقبة إقليمٍ محدّد بوضوح››.

## النظرية والأساليب
لقد أثارت موضوعات المنهج الإثني حيرة المُعقبين، بسبب نهجها الراديكالي لأسئلة النظرية والأسلوب.
فيما يتعلق بالنظرية، دأب غارفينكل باستمرار على تبني موقف اللامبالاة الإنثوميثودولوجية، وهي اللاأدرية المبدئية فيما يتعلق بالنظرية الاجتماعية التي تصرّ على أن التفاهمات المشتركة لأعضاء الوسط الاجتماعي الخاضع للدراسة له الأسبقية على أي مفاهيم قد يجلبها المنظِّر الاجتماعي إلى التحليل من خارج هذا الوسط. قد يكون هذا الأمر محيّرًا للعلماء الاجتماعيين التقليديين المدرّبين وفقًا للحاجة إلى النظرية الاجتماعية. يمكن تفسير تعدّد المراجع النظرية لدى آن راولز، في مقدمتها لـ ‹‹برنامج المنهج الإثني››، على أنه يشير إلى تليين هذا الموقف في آخر حياة غارفينكل. ومع ذلك، فإن الموقف يتسق مع فهم المنهج الإثني لأهمية ‹‹أساليب العضو››، ومع خطوط معيّنة من الفكر الفلسفي فيما يتعلق بفلسفة العلوم (بولياني 1958، كوهن 1970، فييرابيند 1975)، ودراسة الممارسات الفعلية للإجراء العلمي. كما أنه لديه توافق قوي مع الفلسفة اللاحقة للودفيغ فيتغنشتاين، خاصة كما طُبِّقت على الدراسات الاجتماعية التي أجراها بيتر وينش. يُشار أيضًا في أعمال غارفينكل إلى هوسرل (علم الظواهر المتعالي)، وجوروويتش (نظرية غشتالتي)، وفي أغلب الأحيان، بطبيعة الحال، إلى أعمال عالم الظواهر الاجتماعية ألفريد شوتز (علم ظواهر الموقف الطبيعي)، من بين أمور أخرى. من ناحية أخرى، لا يشكل المؤلفون والمراجع النظرية التي استشهد بها غارفينكل أساسًا نظريًا صارمًا لالمنهج الإثني. لا ينتمي المنهج الإثني إلى دوركايم، رغم أنه يشترك في بعض اهتمامات دوركايم؛ إنه لا ينتمي إلى علم الظواهر، على الرغم من أنه يستعير من دراسات هوسرل وشوتز عن عالم الحياة (ليبينزويلت Lebenswelt)؛ إنه ليس شكلاً من أشكال نظرية غشتالت، على الرغم من أنه يصف الأنظمة الاجتماعية بأنها ذو خصائص تشبه خصائص نظرية غشتالت؛ ولا ينتمي إلى فيتغنشتاين، على الرغم من أنه يستفيد من فهم فيتغنشتاين لاستخدام القواعد، إلخ. وبدلاً من ذلك، فإن هذه الاستعارات هي مجرّد مراجع مجزّأة إلى الأعمال النظرية التي استمدّ منها المنهج الإثني الأفكار النظرية للأغراض المعلنة في إجراء تحقيقات التي تنتمي إلى المنهج الإثني.
وبالمثل، لا يدعو علماء المنهج الإثني إلى أي طريقةٍ رسمية للتحقيق، ويصرون على أن طريقة البحث تمليها طبيعة الظاهرة قيد الدراسة. أجرى علماء المنهج الإثني دراساتهم بعدة طرق، والهدف من هذه التحقيقات هو ‹‹اكتشاف الأشياء التي يفعلها الأشخاص في مواقف معينة، والطرق التي يستخدمونها، لإنشاء نظام نمطي للحياة الاجتماعية››. أشار مايكل لينش إلى أن: ‹‹شخصيات بارزة في هذا المجال أكّدت مرارًا وتكرارًا أنه لا توجد مجموعة إلزامية من الأساليب [التي يستخدمها علماء المنهج الإثني]، ولا يوجد حظر على استخدام أي إجراء بحث على أية حال، إذا كان ذلك كافيًا للظواهر المعيّنة قيد الدراسة››.